# Agnieszka Truskolaska
Agnieszka Marianna Truskolaska (1755 - 30 tháng 11 năm 1831) là nữ diễn viên, ca sĩ opera và đạo diễn nhà hát người Ba Lan. 
Agnieszka Truskolaska sinh ra ở Warszawa, là một trong những nữ minh tinh đầu tiên của sân khấu kịch Ba Lan. Năm 1765, khi nhà hát Ba Lan cho phép cả nam và nữ biểu diễn, tình trạng thiếu diễn viên nữ diễn ra trầm trọng. Các nữ diễn viên Ba Lan đầu tiên là Wiktoria Leszczyńska và Antonina Prusinowska.
Năm 1770, Truskolaska kết hôn với Thomas Truskolaski, diễn viên kiêm giám đốc một đoàn kịch. Năm 1780–83, bà thành lập và quản lý nhà hát ở Lwów cùng với chồng và nam diễn viên Kazimierz Owsiński. Sau đó họ về thủ đô và biểu diễn tại Nhà hát Quốc gia, Warszawa. Vào thập niên 1790, bà là ngôi sao trên sân khấu của nhà hát quốc gia ở Warszawa. Khi chồng qua đời, bà quản lý đoàn kịch của chồng từ năm 1797 đến năm 1799.
Con gái bà là nữ diễn viên nổi tiếng, đặc biệt là trong các vở bi kịch.. Màn trình diễn đáng nhớ nhất của con gái bà là: Mérope (1792) và Horace (1802).